# Pagoda de la Dama Celestial
La Pagoda de la Dama Celestial (en vietnamita: Chùa Thiên Mụ; también llamada Linh Mụ Pagoda) es un templo budista histórico en la ciudad de Huế en Vietnam. Su icónica pagoda de siete pisos está considerada como el símbolo no oficial de la ciudad, y el templo a menudo ha sido objeto de rimas populares y literatura de Vietnam sobre Huế.
La pagoda se encuentra en la colina Hà Khê, en el barrio de Hương Long en Huế. Está a unos 5 kilómetros de la Ciudadela de Hué construida por la dinastía Nguyễn situada en la orilla norte del río Perfume.

## Historia
Construida en 1601 por orden de los primeros señores de dinastía Nguyễn, Nguyễn Hoàng, quien en ese momento era el gobernador de Thuận Hóa (ahora conocido como Huế). Los Señores Nguyen estaban con el nombre, de oficiales de la dinastía Lê gobernante en Hanói, pero eran los gobernantes independientes de facto del centro de Vietnam. Según los anales reales, a Hoang mientras recorría los alrededores, se le contó la leyenda local en la que una anciana, conocida como Thiên Mụ —literalmente "dama celestial"—, vestida de rojo y azul, se sentó en el lugar, frotándose las mejillas. Ella predijo que un señor vendría y erigiría una pagoda en la colina para orar por la prosperidad del país. Después de hacer su profecía desapareció. Al escuchar esto, Hoang ordenó la construcción de un templo en el sitio, por lo tanto el comienzo de «Thiên Mụ Tự».
El templo original fue simplemente construido, luego ampliado y remodelado. En 1665, el señor Nguyễn Phúc Tần emprendió una importante reconstrucción. Fue un destacado erudito budista de la dinastía Qing quien fue patrocinado por dicho gobernante y fue nombrado abad de la pagoda. En el séptimo mes de 1696, regresó a China, pero le otorgó los votos de bodhisattva a Chu.
En 1710, Chu financió la construcción de una campana gigante, que pesa 3.285 kg, y fue considerada como una de las reliquias culturales más preciadas de su época en Vietnam. Se dice que la campana es audible a 10 kilómetros de distancia y ha sido objeto de muchos poemas y canciones, incluido uno del emperador Thiệu Trị de la dinastía Nguyễn que gobernó en la década de 1840.
En 1714, Chu supervisó otra serie de grandes expansiones y proyectos de construcción, la fase de expansión más grande en la historia de la pagoda. Se erigió el conjunto principal de puertas triples, además de los diferentes santuarios de los reinos celestiales, del Emperador de Jade, los Diez Reyes, salas para predicar el dharma, torres para almacenar sutras, campanarios, torres de tambores, salas de meditación y salas para venerar Avalokiteshvara y el Buda de la medicina Bhaisajyaguruy y las habitaciones para la sangha.
Chu también se organizó para la puesta en escena del retiro vassa que se realiza anualmente entre la luna llena del cuarto y el séptimo mes lunar. La tradición había sido inaugurada en la época de Gautama Buda en la antigua India para coincidir en la temporada de lluvias. Durante este tiempo, los monjes se quedarían en un lugar y realizarían sus actividades espirituales, en lugar de vagar y exponer el dharma a la población, ya que eran propensos a pisar a los seres vivos durante este tiempo debido a que el agua cubría sus caminos. También organizó una expedición a China para recuperar copias del Canon Tripitaka y los sutras Mahayana, que comprendían más de mil volúmenes, y los enterró en la pagoda.

### sigloXIX
Durante el siglo XIX, la pagoda fue patrocinada por los emperadores de la dinastía Nguyễn, fundada en 1802 por el emperador Gia Long después de la unificación del Vietnam moderno. Su sucesor, Minh Mạng, financió una mayor expansión y renovación del templo.

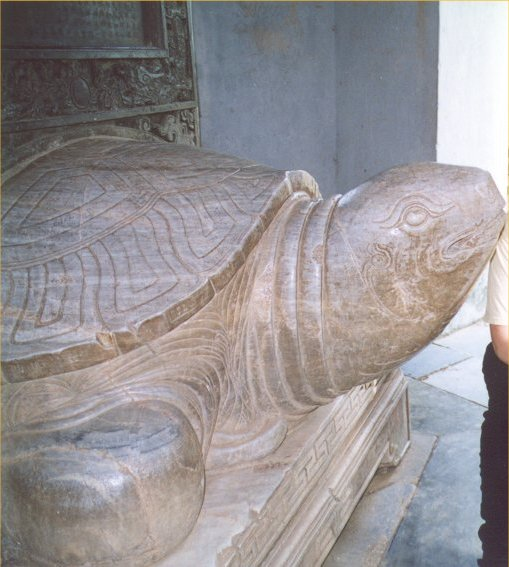
La tortuga de piedra con una estela en su espalda.

El emperador Thiệu Trị, quien sucedió a Minh Mạng, erigió la Torre Từ Nhân en 1844, que ahora se conoce como la torre Phước Duyên o Pagoda de la Dama Celestial. La torre de ladrillo tiene 21 m de altura, forma octogonal y siete pisos, cada uno de los cuales está dedicado a un Buda diferente. La torre ha permanecido allí desde entonces, con vistas al río Perfume, y se ha convertido en sinónimo del paisaje de Huế y del río Perfume. Su impacto es tal que se ha convertido en el símbolo no oficial de la ciudad.
El templo también contiene una estatua de una gran tortuga de mármol, un símbolo de la longevidad. Junto a la torre a cada lado hay estructuras que registran la historia arquitectónica de la torre, así como varios poemas compuestos por Thiệu Trị.

## sigloXX
La pagoda y sus edificios sufrieron graves daños en un ciclón en 1904. El emperador Thanh Thai autorizó las reconstrucciones en 1907 y han continuado hasta el día de hoy. Una instalación turística también está presente entre los jardines y los terrenos del templo, y se ha erigido una estupa en honor a Hòa Thượng Thích Ðôn Hậu, el abad de la pagoda durante su fase de reconstrucción en el siglo XX. Su santo cuerpo está sepultado en la estupa, que es un jardín de pinos. En la sala principal, hay una estatua del Buda Maitreya, flanqueada por los bodhisattvas Manjushri y Samantabhadra.
Durante el verano de 1963, la pagoda de la Dama Celestial, como muchas otras en Vietnam del Sur, se convirtió en un hervidero de protestas contra el gobierno. La mayoría budista de Vietnam del sur había estado descontenta con el gobierno del presidente Ngô Đình Diệm desde su ascenso al poder en 1955. Diem había mostrado un fuerte favoritismo hacia los católicos y la discriminación contra los budistas en el ejército, el servicio público y la distribución de ayuda gubernamental. En el campo, los católicos estaban exentos de facto de realizar trabajos de corvea y en algunas áreas rurales, los sacerdotes católicos dirigían ejércitos privados contra las aldeas budistas. El descontento con Diem explotó en protesta masiva en Huế durante el verano de 1963, cuando nueve budistas murieron a manos del ejército y la policía de Diem durante el Vesak cumpleaños de Gautama Buddha. En mayo de 1963, se invocó selectivamente una ley contra el vuelo de banderas religiosas; la bandera budista fue prohibido de visualización en Vesak mientras que la bandera del Vaticano se muestraba para celebrar el aniversario de la consagración del arzobispo Ngo Dinh Thuc, hermano de Diem. Los budistas desafiaron la prohibición y una protesta que comenzó con una marcha que comenzó desde la pagoda de Từ Đàm hasta la estación de radiodifusión del gobierno se terminó cuando las fuerzas gubernamentales abrieron fuego. Como resultado, las protestas budistas se llevaron a cabo en todo el país y aumentaron su tamaño de manera constante, solicitando la firma de un Comunicado Conjunto, para acabar con la desigualdad religiosa. La pagoda de la Dama Celestial fue un importante punto de organización del movimiento budista y fue a menudo el lugar de huelgas de hambre, barricadas y protestas.

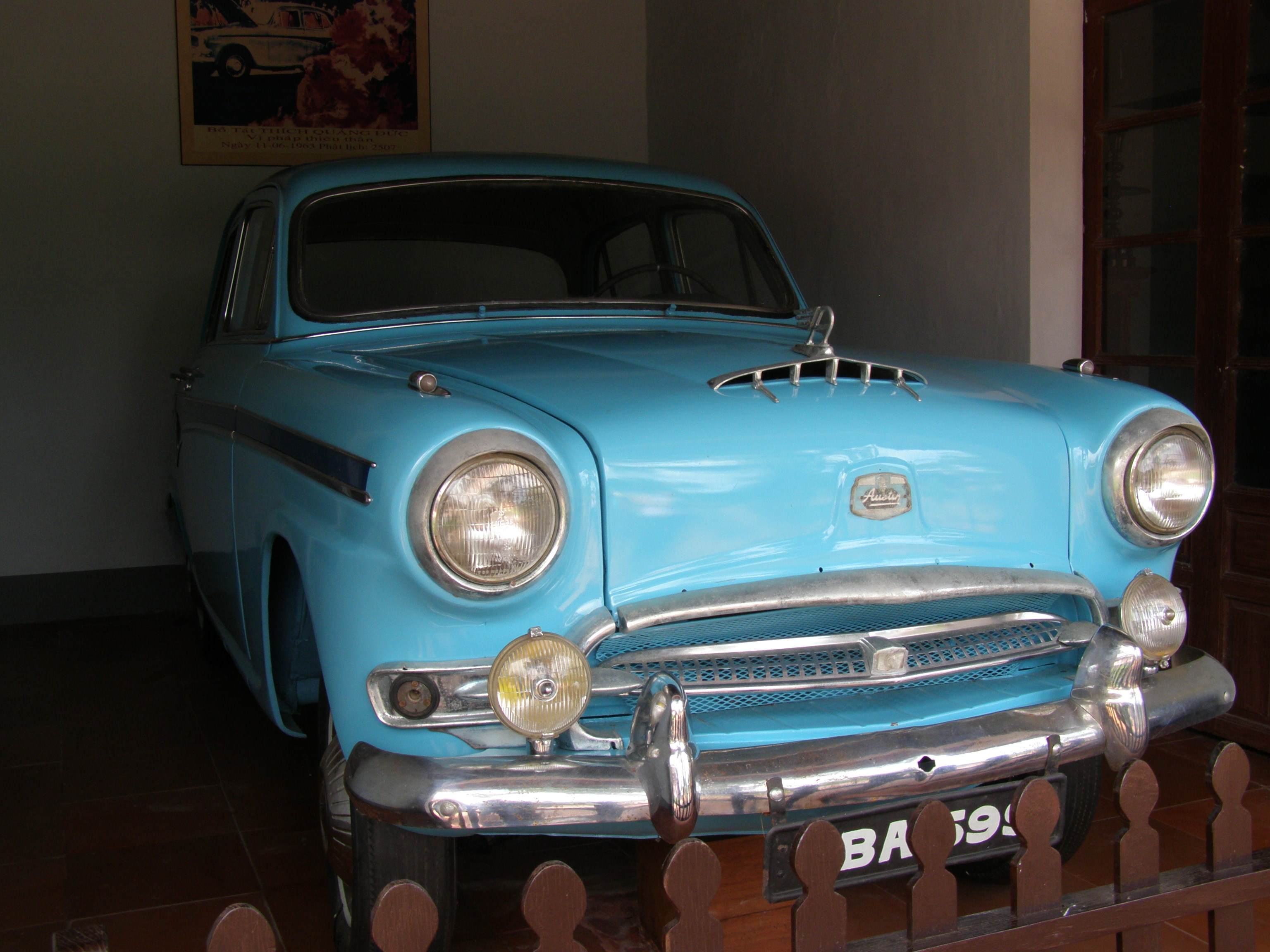
Austin de Thich Quang Duc.

A principios de la década de 1980, una persona fue asesinada cerca de la pagoda y el sitio se convirtió en el punto focal de las protestas anticomunistas, cerrando los tráficos alrededor del Puente Phú Xuân. El gobierno comunista respondió arrestando a monjes acusados de perturbar el flujo del tráfico y el orden público.
El templo también alberga el vehículo motorizado de Austin en el que Thich Quang Duc fue conducido a su autoinmolación en Saigón en 1963 contra el régimen de Diem. Fue la primero de una serie de autoinmolaciones de miembros del clero budista, que atrajo la atención de la comunidad internacional a la difícil situación de los budistas.